# Mattoni NBL 2003/2004
Národní basketbalová liga 2003/2004 byla nejvyšší mužskou ligovou basketbalovou soutěží v České republice v ročníku 2003/2004. Od ročníku ligy 1998/1999 byla nazvána jménem generálního partnera - Mattoni Národní basketbalová liga (ve zkratce Mattoni NBL).

## Konečné pořadí ligy
1. BK ECM Nymburk (mistr České republiky 2003/2004)
2. Mlékárna Kunín
3. A Plus ŽS Brno BC
4. BK Opava
5. BK SČE Děčín
6. USK Praha
7. BK NH Ostrava
8. BC Sparta Praha
9. Triga Brno'
10. BK Synthesia Pardubice
11. BK SČP Ústí nad Labem
12. BK Chomutov (sestup)

Novým účastníkem v dalším ročníku byl BK Prostějov, vítěz 2. ligy.

## Systém soutěže
V první části soutěže (září - prosinec 2003) všech 12 družstev dvoukolově každý s každým (zápasy doma - venku) odehrálo 22 zápasů.
Ve druhé části soutěže (leden - březen 2004) se započítáním výsledků 1. části byla družstva rozdělena do skupiny A1 (o 1. až 6. místo) a do skupiny A2 (o 7. až 12. místo), družstva hrála ve skupině dvoukolově každý s každým (každé družstvo 10 utkání).
V Play-off hrálo 6 týmů ze skupiny A1 a dva nejlepší ze skupiny A2. 
Play-out hrála družstva na 9.-12. místě skupiny A2 dvoukolově každý s každým. Poražená družstva z 1. kola play-off vytvořila skupinu o 9. až 12. místo, každé z nich odehrálo 6 zápasů a poslední družstvo sestoupilo do 2. ligy.

## Výsledky

### Tabulka po první části soutěže
| Poř. | Tým                    | Z  | V  | P  | Skóre     | Body |
| ---- | ---------------------- | -- | -- | -- | --------- | ---- |
| 1.   | BK ECM Nymburk         | 22 | 21 | 1  | 2065:1713 | 43   |
| 2.   | A Plus ŽS Brno BC      | 22 | 18 | 4  | 1992:1756 | 40   |
| 3.   | BK SČE Děčín           | 22 | 14 | 8  | 1976:1813 | 36   |
| 4.   | Mlékárna Kunín         | 22 | 14 | 8  | 2060:1879 | 36   |
| 5.   | BK Opava               | 22 | 13 | 9  | 1917:1828 | 35   |
| 6.   | USK Praha              | 22 | 10 | 12 | 1695:1715 | 32   |
| 7.   | BK NH Ostrava          | 22 | 10 | 12 | 1813:1875 | 32   |
| 8.   | Triga Brno             | 22 | 9  | 13 | 1765:1876 | 31   |
| 9.   | BK SČP Ústí nad Labem  | 22 | 7  | 15 | 1820:2016 | 29   |
| 10.  | BK Synthesia Pardubice | 22 | 7  | 15 | 1816:1982 | 29   |
| 11.  | BC Sparta Praha        | 22 | 6  | 16 | 1721:1840 | 28   |
| 12.  | BK Chomutov            | 22 | 3  | 19 | 1509:1856 | 25   |

### Tabulka druhé části soutěže, skupina A1
| Poř. | Tým               | Z  | V  | P  | Skóre     | Body |
| ---- | ----------------- | -- | -- | -- | --------- | ---- |
| 1.   | BK ECM Nymburk    | 32 | 30 | 2  | 3057:2544 | 62   |
| 2.   | A Plus ŽS Brno BC | 32 | 24 | 8  | 2889:2599 | 56   |
| 3.   | Mlékárna Kunín    | 32 | 20 | 12 | 2992:2785 | 52   |
| 4.   | BK SČE Děčín      | 32 | 18 | 14 | 2756:2701 | 50   |
| 5.   | BK Opava          | 32 | 17 | 15 | 2786:2743 | 49   |
| 6.   | USK Praha         | 32 | 11 | 21 | 2483:2590 | 43   |

### Tabulka druhé části soutěže, skupina A2
| Poř. | Tým                    | Z  | V  | P  | Skóre     | Body |
| ---- | ---------------------- | -- | -- | -- | --------- | ---- |
| 7.   | BK NH Ostrava          | 32 | 16 | 16 | 2678:2708 | 48   |
| 8.   | BC Sparta Praha        | 32 | 15 | 17 | 2619:2628 | 47   |
| 9.   | Triga Brno             | 32 | 13 | 19 | 2543:2701 | 45   |
| 10.  | BK Synthesia Pardubice | 32 | 12 | 20 | 2692:2870 | 44   |
| 11.  | BK SČP Ústí nad Labem  | 32 | 11 | 21 | 2667:2896 | 43   |
| 12.  | BK Chomutov            | 32 | 5  | 27 | 2278:2675 | 37   |

### Konečná tabulka skupina o 9. - 12. místo
| Poř. | Tým                    | Z  | V | P | Skóre | Body |
| ---- | ---------------------- | -- | - | - | ----- | ---- |
| 9.   | Triga Brno             | 38 |   |   |       |      |
| 10.  | BK Synthesia Pardubice | 38 |   |   |       |      |
| 11.  | BK SČP Ústí nad Labem  | 38 |   |   |       |      |
| 12.  | BK Chomutov            | 38 |   |   |       |      |

## Play-off
Hrálo se se vyřazovacím způsobem, čtvrtfinále a semifinále na tři vítězné zápasy, zápas o 3. místo na dva a finále na čtyři vítězné zápasy. 

### čtvrtfinále
- (1.) BK ECM Nymburk - (8.) BC Sparta Praha 3:0 (107:86 105:91 101:87)
- (2.) A Plus ŽS Brno BC - (7.) BK NH Ostrava 3:0 (98:56 94:68 91:79)
- (3.) Mlékárna Kunín - (6.) USK Praha 3:1 (97:70 81:95 104:80 71:101 77:62)
- (5.) BK SČE Děčín - (4.) BK Opava 1:3 (63:69 63:74 94:70 77:87)

### semifinále
- BK ECM Nymburk - BK Opava 3:0 (97:70 101:88 103:52)
- A Plus ŽS Brno BC - Mlékárna Kunín 1:3 (93:102 82:92 110:97 75:85)

### zápas o 3. místo
- A Plus ŽS Brno BC - BK Opava 2:1 (97:91 65:86 98:76)

### Finále
- BK ECM Nymburk - Mlékárna Kunín 4:2 (101:86 91:97 99:93 85:101 107:79 109:83)